# ライナー・フュルミッヒ
ライナー・フュルミッヒ（ドイツ語: Reiner Fuellmich、1958年 - ）は、ドイツのスポークスパーソン、弁護士。
日本では媒体などで、ライナー・フェルミッヒとも表記される。

## 経歴
ゲオルク・アウグスト大学ゲッティンゲンとカリフォルニア大学ロサンゼルス校で法律を学ぶ。1985年から2001年までゲオルク・アウグスト大学の研究機関に勤務し、博士号を取得した。また、ゲッティンゲンとハノーファーの大学病院の倫理委員会の一員でもあった。そのほか、金融機関などでも活動し、1993年に独立し法律事務所を設立した。銀行法、医療法、国際医療法の分野で論文や本などを出版しており、各国の大学で講師を務めたこともあるほか、カリフォルニア州の弁護士資格を有し、いくつかの弁護士会に所属している。
新型コロナウイルス感染症の世界的流行に際して2021年7月には、ワクチン接種や検査が残虐でありニュルンベルグ綱領に反するとして世界中の医療関係者、米国疾病対策センター、世界保健機関、世界経済フォーラムを「第2ニュルンベルグ裁判」に提訴したことを主張した。しかしながら、ワクチン接種が綱領に違反していることは一般的に否定されており、また裁判が行われたことは確認されていない。